# Somos la Primera Brigada
«My, Pierwsza Brygada» (Somos la Primera Brigada), también conocida como «Marsz Pierwszej Brygady» (La marcha de la Primera Brigada) y «Legiony to żołnierska nuta» (Las legiones son la canción de un soldado), es una de las canciones patrióticas polacas más conocidas. Se trata de un himno de las legiones polacas formadas durante la Primera Guerra Mundial por Józef Piłsudski. La unidad se convirtió en una formación independiente del Ejército austrohúngaro.

## Historia
La canción es un himno al valor de la Primera Brigada de las Legiones Polacas durante la Primera Guerra Mundial, la canción se considera un emblema importante de la lucha de principios del siglo XX por la independencia de Polonia. Actualmente es el himno oficial del Ejército de Polonia.
La melodía de la canción fue tomada de Kielce March # 10 del cancionero de la banda del Departamento de Bomberos de Kielce. Probablemente había sido compuesta por el capitán Andrzej Brzuchal-Sikorski, director de la banda desde 1905 y más tarde director de la orchesta de la Primera Brigada de las Legiones Polacas. Fue él quien arregló y dirigió por primera vez la canción.
La primera versión reconocida de la canción apareció en 1917, la letra fue compuestas espontáneamente durante la guerra por varias personas, incluido el coronel Andrzej Hałaciński y el oficial de las Legiones Tadeusz Biernacki. A fines de la década de 1930, en el Instituto Histórico Militar, el tribunal de arbitraje dictaminó que el autor de las tres primeras estrofas era el coronel Andrzej Hałaciński, y las últimas seis estrofas, el oficial legionario Tadeusz Biernacki. En los primeros años después de la Primera Guerra Mundial, Andrzej Hałaciński no admitió la autoría de la letra, pero luego lo declaró públicamente y presentó pruebas de que él era efectivamente su autor.
Entre 1926 y 1927, muchos de los partidarios de Piłsudski vieron la canción como el himno nacional de Polonia. 
El 14 de agosto de 2007, el entonces Ministro de Defensa Nacional, Aleksander Szczygło, reconoció la canción Somos la Primera Brigada como la Canción Representativa del Ejército de Polonia. Hoy, la Canción Representativa del Ejército Polaco se interpreta durante las celebraciones del Día del Ejército Polaco, ceremonias patrióticas con la participación del ejército, así como durante las ceremonias militares organizadas en unidades de las Fuerzas Armadas de la República de Polonia.

## Texto del himno
Legiony to żołnierska nuta, 	

Legiony to ofiarny stos, 	

Legiony to żołnierska buta, 	,

Legiony to straceńców los, 	

My Pierwsza Brygada, 	

Strzelecka gromada, 	

Na stos rzuciliśmy 	

Nasz życia los, 	

Na stos, na stos! 	

O, ile mąk, ile cierpienia, 	

O, ile krwi, wylanych łez, 	

Pomimo to nie ma zwątpienia,

Dodawał sił wędrówki kres. 	

My Pierwsza Brygada... 	

Krzyczeli, żeśmy stumanieni, 	

Nie wierząc nam, że chcieć - to móc! 	

Laliśmy krew osamotnieni, 	

A z nami był nasz drogi Wódz! 	

My Pierwsza Brygada... 	

Nie chcemy dziś od was uznania

Ni waszych mów ni waszych łez, 	

Już skończył się czas kołatania 

Do waszych serc, do waszych kies! 	

My Pierwsza Brygada... 

Umieliśmy w ogień zapału 	

Młodzieńczych wiar rozniecić skry, 	

Nieść życie swe dla ideału 	

I swoją krew i marzeń sny. 	

My Pierwsza Brygada... 	

Potrafim dziś dla potomności 	

Ostatki swych poświęcić dni, 	

Wśród fałszów siać siew szlachetności, 	

Miazgą swych ciał żarem swej krwi. 	

My Pierwsza Brygada...
Las legiones son una nota de soldados,

Las legiones son una pira de sacrificios,

Las legiones son un orgullo de soldado,

Las legiones son un destino de soldado

Nosotros la Primera Brigada,

un grupo de tiradores,

Lo hemos arrojado a la pira

El destino de nuestra vida

en la pira, en la pira.

Cuánto sufrimiento y trabajo,

Cuánta sangre y lágrimas han corrido

a pesar de todo no hay duda

el final del viaje nos dio fuerzas

Somos la Primera Brigada ...

Lloraron porque nos habíamos vuelto completamente locos

¡Sin creernos, que hay una forma! .

Despojados de todo, hemos derramado nuestra sangre

¡Con nuestro querido líder a nuestro lado!

Somos la Primera Brigada ...

No queremos nada de tu aclamación

Ni tus lágrimas ni tus palabras.

Hemos terminado con hacer reclamos

¡A sus corazones, a su bolso!

Somos la Primera Brigada ...

Hemos avivado el fuego del celo

De las chispas de la última juventud,

Llevamos nuestras vidas por un ideal

Y, de la falsedad, extrajo la verdad.

Somos la Primera Brigada ...

Por el bien de la posteridad,

Dedicaremos el resto de nuestros días

Para sembrar honor en medio de la duplicidad,

Descuidado tanto a la culpa como a la alabanza.

Somos la Primera Brigada ...